# 洞潜

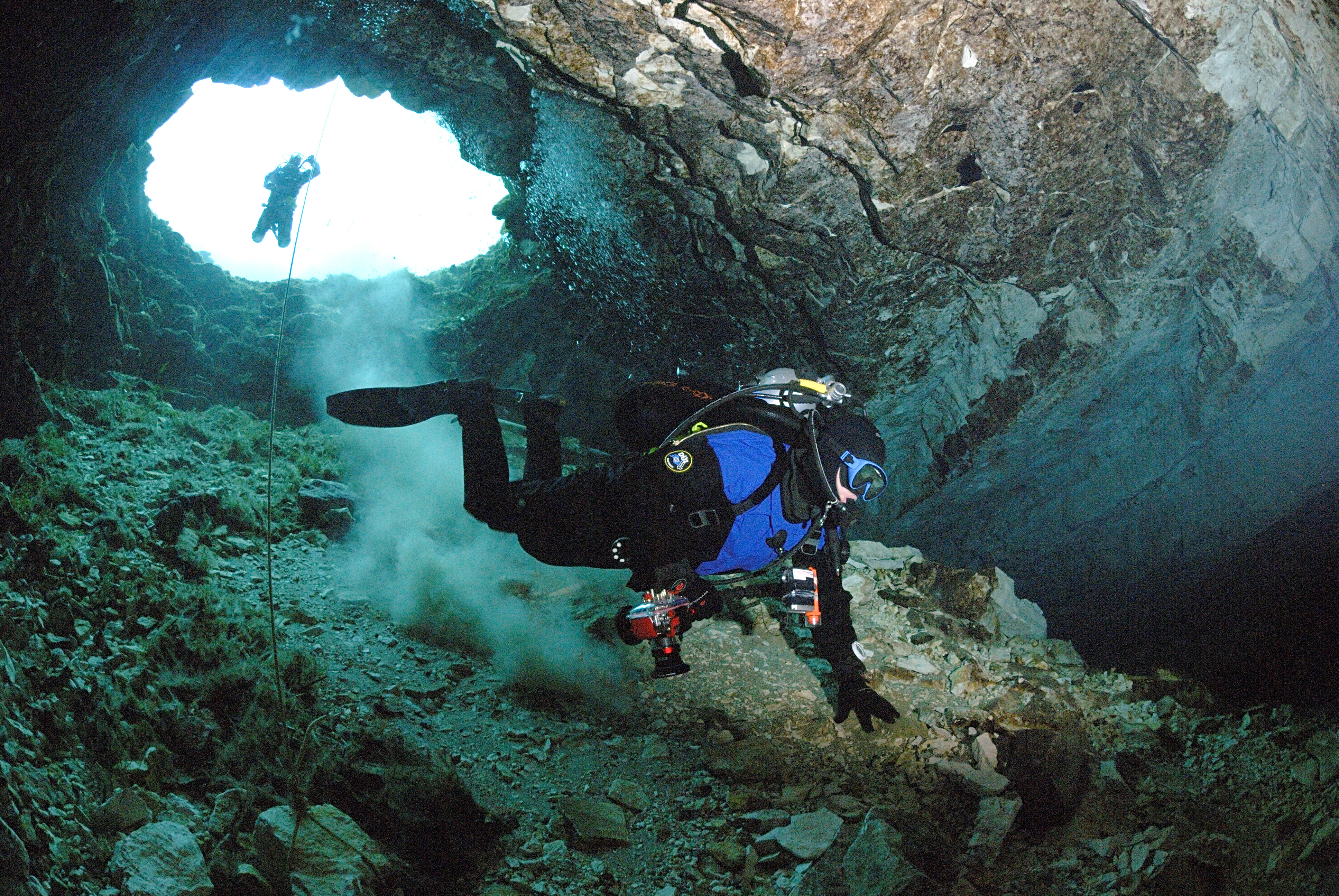
洞潜者在俄罗斯瓦德湖（Vad Lake)

洞潜，全称洞穴潜水，是指在充满或部分充满水的洞穴中进行的潜水活动。它可以作为一种极限运动，也可以用来探索被淹没的洞穴以进行科学调查，或者为了寻找和救援因种种原因失联的潜水员。根据洞潜潜水环境的不同，洞潜所需要的设备包含于自由潛水和表面潜水所采用的装备之中，但是几乎所有的洞潜都采用了水肺装备，通常采用了像侧挂式水肺或者背挂式水肺这样特殊的外挂装置。休闲性质的洞穴潜水因为其在多数潜水期间无法达到水面并伴随着减压问题而通常被认为是一种技术潜水。
在英国，洞穴潜水是从当地更常见的洞穴探险中发展而来的。而在美国，它的起源与休闲水肺潜水密切相关。 与洞穴探险和水肺潜水相比，洞穴潜水的实践者相对较少。 这部分是由于所需的专业设备和特殊技巧，部分是由于特定环境导致的高潜在风险。
尽管存在着不小的风险，但洞潜依然因提供了原始与未知的自然环境和较高难度的潜水挑战，吸引着潜水员、探洞者和洞穴學家们。水下洞穴包含了多元化的地貌特征，并且可能有从未在其他地区发现的生物的存在。

## 过程
洞穴潜水的过程与其他类型的潜水的过程有很多共同之处。它们不同于开放水域潜水的流程，主要是强调航行路线的规划、气体的管理、在有限空间内的操作，而且在大部分潜水的时间内，潜水员因为空间的限制很难直接上升到水面。
由于大多数洞穴潜水都是在不可以自由浮出水面以呼吸新鲜空气的环境中进行的，因此在呼吸气体耗尽之前找到出路就显得至关重要。这必须通过在潜水队和洞穴外使用连续的路线标记 ，以及对氧气供应进行认真的规划和监测来确保。路线标记使用了两种基本类型的准则：永久线和临时线。永久线路可包括一条从入口/出口附近开始的主线，以及侧线或支线，并指示最近出口的方向。临时线路则包括勘探线和跳线。
减压过程通常要求洞潜者无论进出洞穴均需要依照非常严格的规定和精确制定的路径，并且可以合理地期望找到任何设备，例如在离开洞穴的路径上临时存放的氧气瓶。 在一些洞穴中，沿着潜水路线的洞穴深度的变化将限制减压深度，因此每一次洞潜应量身定制包括所需要的气体以及下潜时间表在内的详尽规划。

### 所需技术
大多数开放水域的潜水技能同样适用于洞穴潜水，但是还有针对特定环境和所选设备的其他技能。
- 良好的浮力控制，顶级中性浮力和蛙鞋踢動技术有助于保持淤泥沉积区域的可见性。
- 在完全黑暗的环境中利用导航逃生是一项至关重要的安全应急技能。洞潜所需的线路管理技能包括使用卷轴进行铺设和恢复距离线，绑扎，使用跳线跨越间隙或在淤塞条件下找到丢失的引导绳，确定沿着路线的方向离开洞穴，以及处理路线中断的技巧。
- 处理气体的供应问题的应急技能。在密闭空间和低能见度甚至黑暗环境中的任何问题都会变得异常复杂。

### 洞潜训练
洞潜训练包括设备选择和装备，路线指引的规范和技术，气体管理，通信技术，推进技术，紧急情况的应对和心理教育。潜水员培训也强调风险管理和洞穴保护伦理的重要性。大多数培训系统更深入的洞潜训练和洞潜资格的认证。
- 洞穴训练涵盖了进入被水湮没的环境所需的基本技能。培训通常包括气体的规划，适用于许多洞穴中的粉质环境所需的推进技术，卷轴和铺设和回收以及通信技术。一旦被认证为洞穴潜水员，潜水员可以与洞穴或洞穴认证的”伙伴”进行洞穴潜水，并继续进行洞潜训练。[2]
- 洞潜训练理论的介绍建立在洞潜训练期间学到的技术的基础之上，包括穿越洞穴区域并利用许多洞穴中存在已久的标记辨识路线的能力。 一旦获得洞潜认证资格，潜水员可以进一步深入洞穴，一般可以潜入单个氧气瓶1/3容量所能到达的距离，或者在获得基本洞穴认证的情况下，是1/6的气体所能达到的最远距离。 一个刚入门的洞穴潜水员通常没有足够的能力进行复杂的导航。
- 进阶洞潜训练是从入门到完全认证的过渡，包括从永久性引导绳深入洞穴以及对洞穴中业已存在的侧线的一定限度的探索。 培训涵盖较为长远的复杂潜水计划和减压程序。一旦潜水员获得认证，则可以进一步深入洞穴，通常受到双氧气瓶三分之一距离的限制。在潜水期间，潜水员也可以进行单跳或间隙潜水。进阶潜水员通常有一年时间完成洞潜训练或必须重复进阶阶段。[2]
- 完整的洞潜训练作为基础训练的最后一级，包括从永久性主线和侧线深入洞穴系统，并可以使用减压等手段来延长在洞穴系统中进行复杂潜水活动的时间。[2]

## 风险
洞潜包含的诸多危险使得它成为世界上最具挑战性与潜在风险的极限运动之一。洞潜是一种封闭式潜水，这意味着在紧急情况下，由于洞穴在物理空间上的限制，潜水员不能直接游泳到水面，所以只能够原路返回。深入洞穴系统的路线可能困难重重并且大多的出口路线遥不可及，需要潜水员具有足够的呼吸气体来进行旅程。除此之外，洞潜的潜水深度也可能很深，会导致潜在的潜水风险。
洞穴内的可见度可以从完全通透变化到极低，甚至完全不可见，在一次潜水中可以从一个极端走向另一个一个极端。 虽然洞穴潜水所下潜的深度对光线并不是那么敏感，潜水员也不会超出自然光透入水的深度（通常不超过200英尺（60），穿透距离不超过100英尺（30）），但真正的洞潜可能要穿越数千英尺的水体和洞穴，其中的黑暗程度迫使人必须使用人造光源，否则将陷入的一片漆黑的环境。洞穴中通常含有沙子，泥土，粘土，淤泥或其他沉积物，可以在几秒钟内使水下能见度大幅度降低。
洞穴中存在着强大的水流。 大多数洞穴的入口在地面上以泉或虹吸管的形式出现。 泉流出涌动的水流，水从土壤之上流出，流过陆地表面。 虹吸则发生在吸引水流的地方，例如，地上河同时也在地下流淌。 一些洞穴结构非常复杂，有许多带有流出水流的通道，也有许多带有流入水流的通道。 如果水流异常汹涌，它们可能会给潜水员带来严重的麻烦。
洞潜被认为是世界上最致命的运动之一。 这种看法可能被夸大了，因为大多数在洞穴中丧生的潜水员要么没有经过专门培训，要么所携带的设备不足以应对复杂多变的环境。 一些洞穴潜水员认为：依照经验来说，恰恰因为洞潜所需要的不菲的训练和设备成本，洞潜实际在统计上比休闲潜水更安全 ，但这种见解缺乏统计上的证据。
并没有可靠的全球数据库曾经列出过所有洞穴潜水的死亡事故。 然而，那些有一定参考价值的数据统计表明，在遵循公认的规范和协议并且使用洞穴潜水社区认可的设备配置的条件下，极少数潜水员因洞潜而丧命。 而其中非常罕见的例外致死情况通常由（环境等）异常情况引起。同样的道理也适用于其他的潜水形式。 但毫无疑问，能力、良好的准备和适当的设备可降低所有危险活动的风险。

## 安全

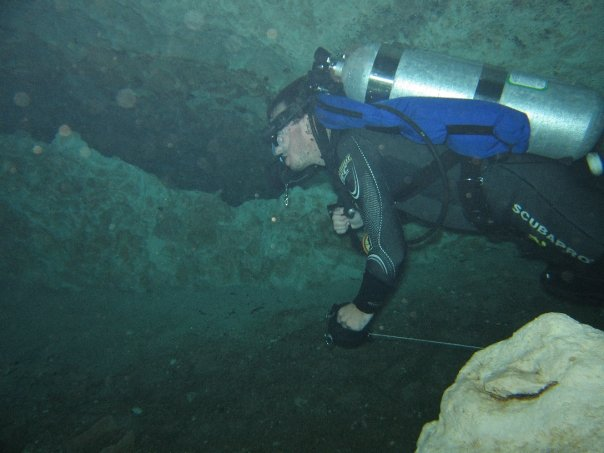
一个洞穴潜水员使用卷轴铺设进入洞穴的引导绳

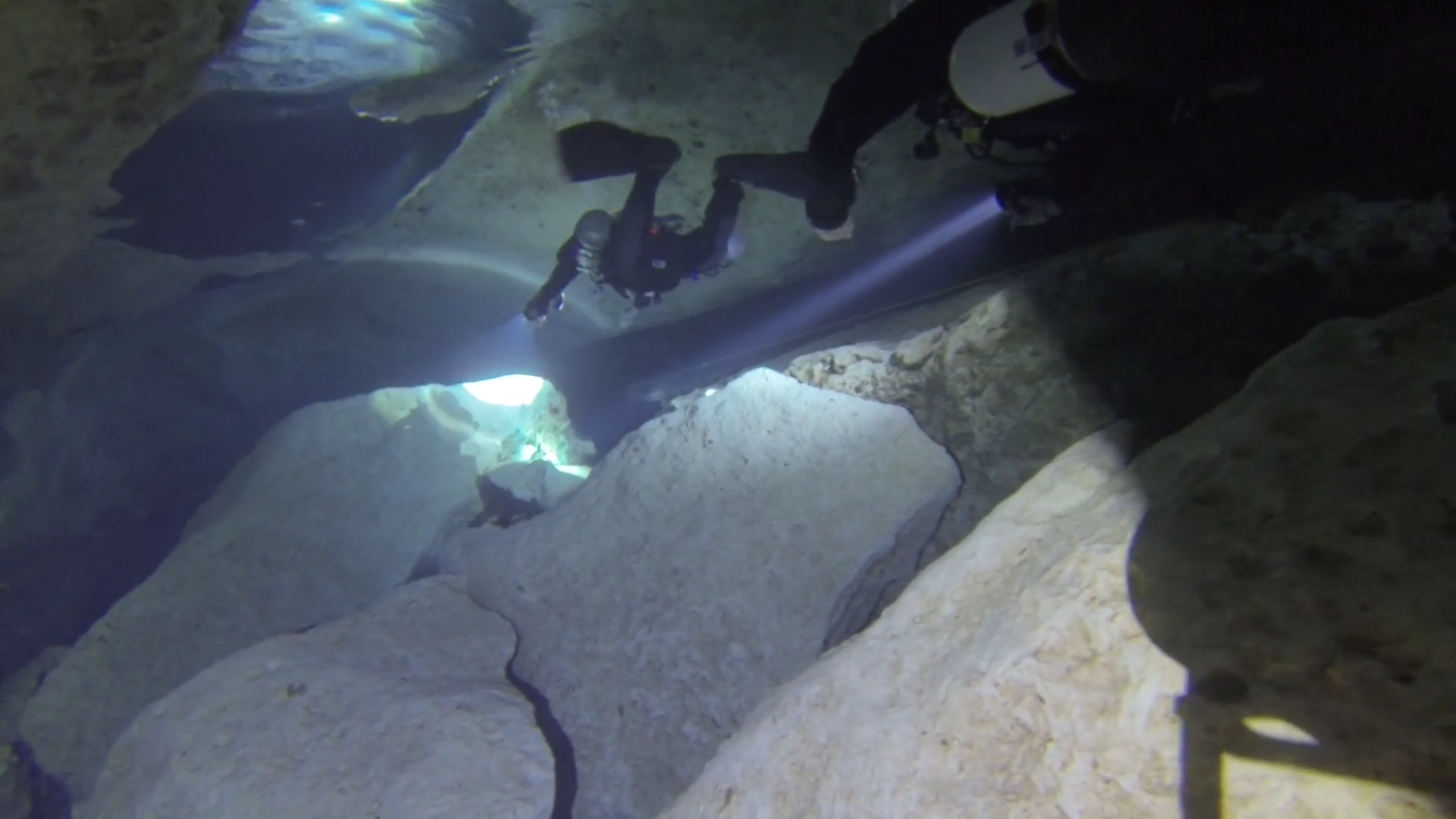
装备着侧挂式水肺的潜水员沿着引导绳洞潜

这里有五条安全洞潜的一般规则，它们都已深入人心，并被大多数洞穴潜水员所接受。这些理念改编自Sheck Exley于1979年出版的《基本洞穴潜水：生存蓝图》之中，并得到了普遍认可。在这本书中，Exley如实记录了洞潜发生过的事故，并跟踪分析了每一个导致事故的因素。尽管每次发生个别事故的情况都很独特，但Exley发现每个事故中至少有一个主要因素是其中之一。 这种分解事故报告并找到其中常见原因的技术现在称为“事故分析”，并在入门洞穴潜水课程中讲授。 Exley概述了许多洞穴潜水的规则，但今天这五个是最受认可的：
- 训练：注重安全的洞穴潜水员不会做超出他们的训练范围的冒险。[3] 洞穴潜水通常分阶段进行，每个后续阶段都关注洞穴潜水中更复杂的方面。 每个阶段的训练都旨在增长洞潜者的经验，以使其能力足以满足更复杂的训练。 洞潜死亡事故的事故分析表明：在浸没于水中的紧急情况下，没有足够的实战经验而徒有理论训练是明显不够的。通过系统地实践来获取经验，潜水员可以培养信心，运动技能和反应能力，保持冷静，并在紧急情况下采取适当的应急行动避险。 在遇到类似情况时，没有经验的潜水员比经验丰富的潜水员更容易感到手忙脚乱。
- 引导绳（英语：guide line）: 洞潜者会首先选择一处位于开放水域的固定点作为起点，潜水队的领路人会铺设一条连接自己和起点的引导绳。[3]这条线会在随后会指引洞潜者直接潜入洞穴之中。[4] 领路人会精益求精地确认引导绳的松紧程度保持在较好的水平[4]，不会让同伴误入歧途。其他洞潜者会沿引导绳逐渐深入，一旦发生危险，就可以轻易攀附于引导绳之上。如果泥沙遮蔽了洞穴，洞潜者可以通过这根线返回洞穴的入口。[4] 许多未经训练，未经认证的潜水员不使用引导绳就冒险尝试去征服洞穴，这是发生致命事故最常见的原因。[3]
- 深度的原则:气体的消耗、氮醉的风险和减压的任务随着深度的增加不断变大。由于潜水对身体的高负荷和洞潜危险环境的双重叠加，氮醉对洞潜者身体的影响会更为猛烈。洞穴潜水员不被建议潜入超过计划深度、超出设备适用范围和使用呼吸气体极限的深度。潜水员应明辨开放水域的水深和洞穴深度之间的实际差异。下潜深度过大是造成许多训练有素的潜水员失足的重要原因之一。[3]
- 呼吸气体的管理: 呼吸气体的供应必须支持潜水员能到达出口水域。 呼吸气体的管理有几种策略。 最常见的方法是“三分法”，其中三分之一的气体用于进入探险，三分之一用于离开洞穴，三分之一用于在紧急情况下支持另一位团队成员。[5] “三分法”是一种非常简单的方法，但并不是尽善尽美的。 英国的做法是坚持三分法，但更加强调相独立的空气供应系统之间的”平衡”，这样某一气体供应的完全损失仍可以使潜水员有足够的气体安全返回。 三分法不允许增加空气消耗，因为空气系统的损失可能导致压力。 潜水员之间的不同水肺尺寸也不能统一运用三分法，还是应该为每次潜水计算足够的储备。[6] 英国的做法是假设每个潜水员都是完全独立的，就像在自己家中的水池中一样，他们遇到困难时没有人会出现协助解决问题。所以大多数英美的潜水员都独自进行洞潜。”三分法”的理论非常适用于潜入佛罗里达的洞穴——这些洞穴具有极富冲击力的湍流，这有助于减少退出时的空气消耗。在流出的水流稀少的洞穴系统中，保留多于比三分法要求的气体体积数是明智的选择。[7]
- 照明: 每个洞穴潜水员应至少有三个独立的光源。[3] 一个是主要的光源，提供常规续航。另外两个是备用灯，一般采用低功率光源，因为它们不肩负着探索的任务。 每盏灯的燃烧时间至少应该能支撑潜水的计划时间。 如果任何潜水员的照明系统失效，使他们的工作灯少于三个，则协议要求潜水队的所有成员立即掉头离开洞穴。

洞潜者应当铭记这个简短精悍的句子: "The Good Divers Always Live" (training，guide，depth，air，light).
近年来，在核查了涉及单人潜水、带领潜水新手潜水、洞穴录像或摄影、复杂洞穴潜水和大群洞穴潜水等发生的事故后发现：新的科技和方法促进了洞潜的发展和安全性的提高。随着技术潜水理论与科技的发展，洞潜的风险在稳定降低。例如——使用混合气体作为底部气体,将 高氧气体 和氧用于减压的过程，从而大大降低了事故发生的机率。
洞穴潜水需要各种特殊的流程，而没有正确应用这些程序的潜水员可能会使团队面对着极高的风险。 洞穴潜水社区努力向公众宣传他们进入充满水的洞穴时所承担的风险。 带有死神像的警告标志已被放置在美国许多受欢迎的洞穴的入口内，其他一些警告标志被放置在附近的停车场和当地的潜水商店。
世界各地的许多洞潜地包含在开放式水域之中，这些水域也是流行的潜水地点。这里的管理者会尽力阻止未经训练的潜水员冒险进入洞穴系统。在洞穴潜水社区的支持下，许多这些场地对缺乏洞穴训练的潜水员实施”禁光规则” - 他们可能不会随身携带任何灯光进入水中。 在洞穴潜水社区的支持下，许多这些场地对缺乏洞穴训练的潜水员实施”禁光规则” - 他们不被允许随身携带任何灯光进入水中。 一个人就算忽视距离洞穴的入口（和日光）有多远，也可以较容易地探索一个有光的水下洞穴;这个规则是基于这样一种理论：没有光线，潜水员不会冒险超越日光。
在洞穴潜水的早期阶段，分析表明，90％的事故发生于”没有”训练过的洞穴潜水员身上; 从2000年以来的趋势已经逆转到80％的涉及训练有素的洞穴潜水员。 现代洞穴潜水员的能力和现有技术使潜水员能够远远超越传统的训练限制并扩展实际探索的范围。随之而来的使洞穴潜水事故的增加，2011年每年平均2.5人死亡人数比上一年增加了两倍。2012年，死亡人数达到了迄今为止的最高的20人以上。
作为对2010年以后死亡人数激增的回应，新创办的国际潜水研究和探索组织(International Diving Research and Exploration Organization)通过每年举办的”洞穴潜水员安全会议”，列出全球每年发生的事故，促进社区讨论和事故分析，以”提高对洞潜当前安全状况的认识”。

## 装备

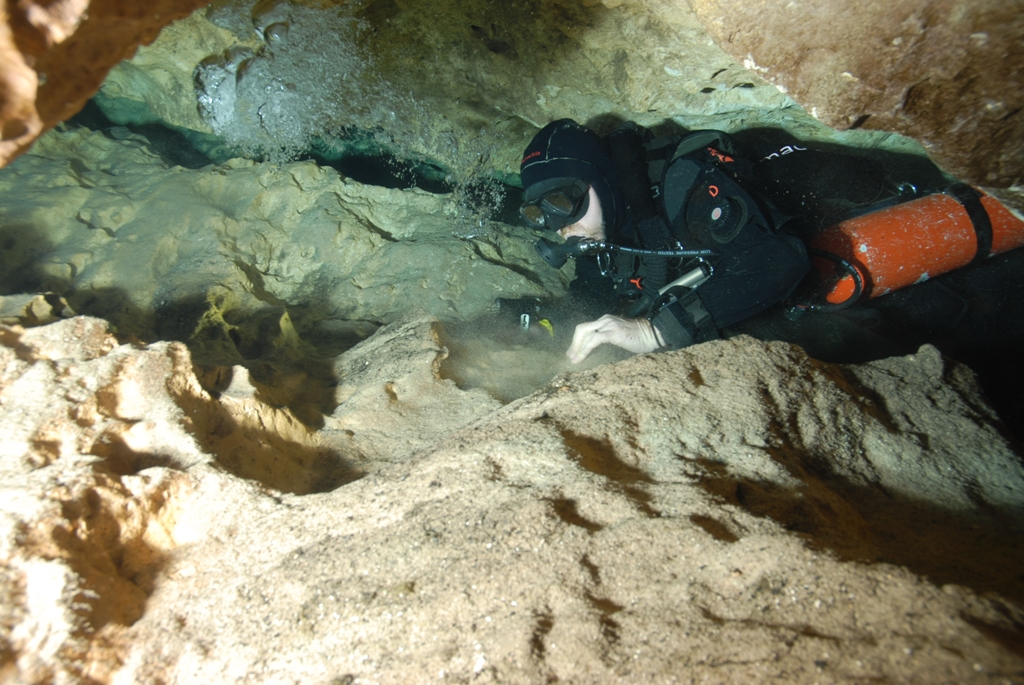
潜水员正在通过一个狭小的通道

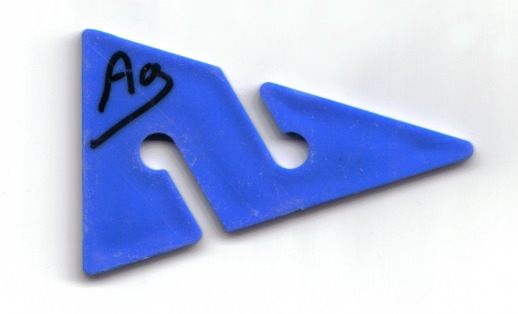
洞潜使用的路标箭头

洞穴潜水员使用的设备多种多样，涵盖从标准的休闲潜水配置到更加专业和复杂的装备。这些设备使得洞潜者可以在密闭空间中更自由的移动，扩展下潜的深度和时间，在保证安全的前提下透过更深远的距离。还有，在尘埃激荡或者漆黑一片的环境中必不可少的导航工具。
在洞穴潜水中比在开放水域潜水中更常用到的潜水配置包括单个或成双的水肺，侧装吊带，吊索气瓶，循环呼吸器以及背板和翼索。 Bill Stone设计并使用环氧复合材料罐探测墨西哥的SanAgustín和Sistema Huautla洞穴，以减少通过干燥路段和垂直通道时所背负的重量。
对水肺的更高超的使用技巧是：让它们沉积在潜水路线的底部，在潜入深处的时候被拾取使用。另一种常见的做法是：潜水员在潜入洞穴在线路上将它们暂时丢弃以便在离开时取回。
洞穴潜水的最高危之处就是迷失在洞穴里。使用引导绳是降低这一风险的标准做法。引导绳可以是永久的，也可以随着下潜和离开而铺设和回收。永久支线可以在支线的起点和主线上的最近点之间留有间隙。
路标箭头用于指示最近的出口，路标足迹则用于标识一条引导绳已经被一支队伍所占用。
淤泥螺钉是短小的刚性管（通常是塑料），一端有尖端，另一端有凹槽，可以用于固定引导绳。当没有合适的可以栓接引导绳的点时，可将其钉入淤泥或碎屑中。
潜水推进器有时可以通过减少潜水员的工作负荷来扩大探险范围，并允许在洞穴的开阔区域中更快地行进。潜水推进器的可靠性非常重要，因为一旦出现故障，洞潜者可能被困在深不可测的洞穴之中。
潜水灯是关键的安全设备，因为深渊的内部暗无天日。每个潜水员通常携带主灯和至少一个备用灯。建议应该至少使用三盏灯。主灯能在计划潜水时间内保持闪亮，备用灯也应如此。

## 地区差异
洞潜的社区是高度全球化的，部分原因在于其高度专业化的性质，导致每个地区只有极少数的参与者。 洞穴潜水所采用的练习地点因地区差异而不同。
一些细微的区别如使用浮动聚丙烯引导绳。美国的大多数洞穴潜水员都不愿意使用任何类型的漂浮引导绳，而6毫米尼龙线在英国是常态，并且经常锚定在石头，铅块或任何需要的东西上，这些尼龙引导绳不会附着泥浆和淤泥。在欧洲大陆，典型的是较薄但略微漂浮的线。 某些地方的洞潜可能与世界其他地区有所区分，因为这些洞穴需要专门的技术去探索。
世界各地的标志和警告也各不相同。 例如，警告标志在英国很少见。

## 世界洞潜圣地

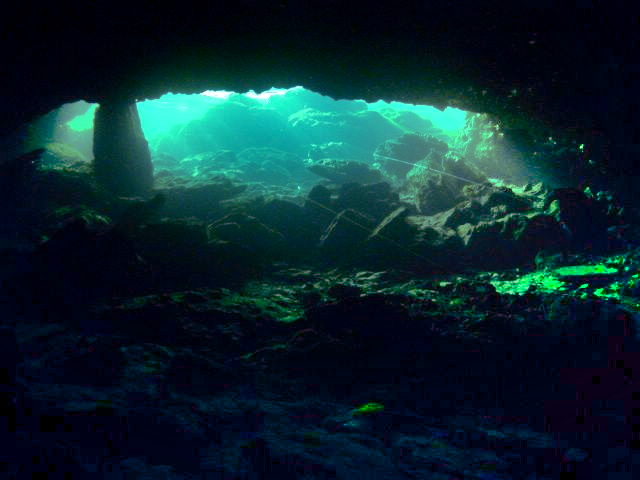
美国佛罗里达州孔雀泉州立公园洞穴系统(Peacock Springs Cave System)的入口

### 非洲

#### 南非
- Boesmansgat是一个位于北开普省最大潜入深度潜入282.6米的滲穴。
- Wondergat(不止一个洞穴，构成了一个小型洞穴系统)
- Komati Springs是一座浸没于水下的矿井

#### 津巴布韦
- Chinhoyi Caves

### 亚洲

#### 菲律宾
帕沃德水下洞穴（Pawod Underwater Cave）位于麦克坦岛, 于2001年被Alfonso Amores博士于离菲律宾中央宿雾岛不远处发现。这一发现为那些无力承担前往佛罗里达昂贵航线的当地人打开了洞潜的大门。 2012年，Jake Miranda，Alfonso Amores博士和Bernil H. Gastardo创立了菲律宾洞穴潜水员（组织）(FCD)。随后的勘探发现了一系列淡水洞穴，如宿雾岛的Casili， Balamban和在棉兰老岛广袤的北部地区希纳图安(Hinatuan， Surigao del Sur)的魔法河(Enchanted River Underwater Cave)。此后，棉兰老岛的几个洞穴相继被发现并进行了探索– Bababu Lake (Dinagat Island(迪纳加特岛))， Pamutuanan Cave (Lianga， Surigao del Sur)和 Campomento Cave (Lanuza， Surigao del Sur).

#### 西帝汶和印度尼西亚
在東努沙登加拉省的省会古邦附近，不少浸没在淡水中的洞穴星罗棋布在这一西帝汶的重要城市周边。其中至少有两个已经被人们命名： Gua Oehani和Gua Kristal。截至1999年，来这里潜水并不需要持有潜水认证。 但是，想要潜入这里至少需要具备 CDAA所要求的高级潜水技能。

#### 中国
中国广西、云南、贵州等省的卡斯特地貌都极有利于洞穴的发育，并因此而孕育了丰富的地下水文风貌。目前发现的长度大于80公里的地下河有10条，并伴随着成百上千的未知洞穴、天窗、”飞来湖”等景观。
但广西等地可供下潜洞穴同时也具有水流量较大、流速快，洞穴深度较深、结构复杂，探洞环境较为严苛的特征。
近年来南宁的红军洞、日月洞，柳州的仙人洞，都安的一系列洞穴系统，如九頓天窗都吸引着大批潜水爱好者前去一探究竟。

### 澳大利亚

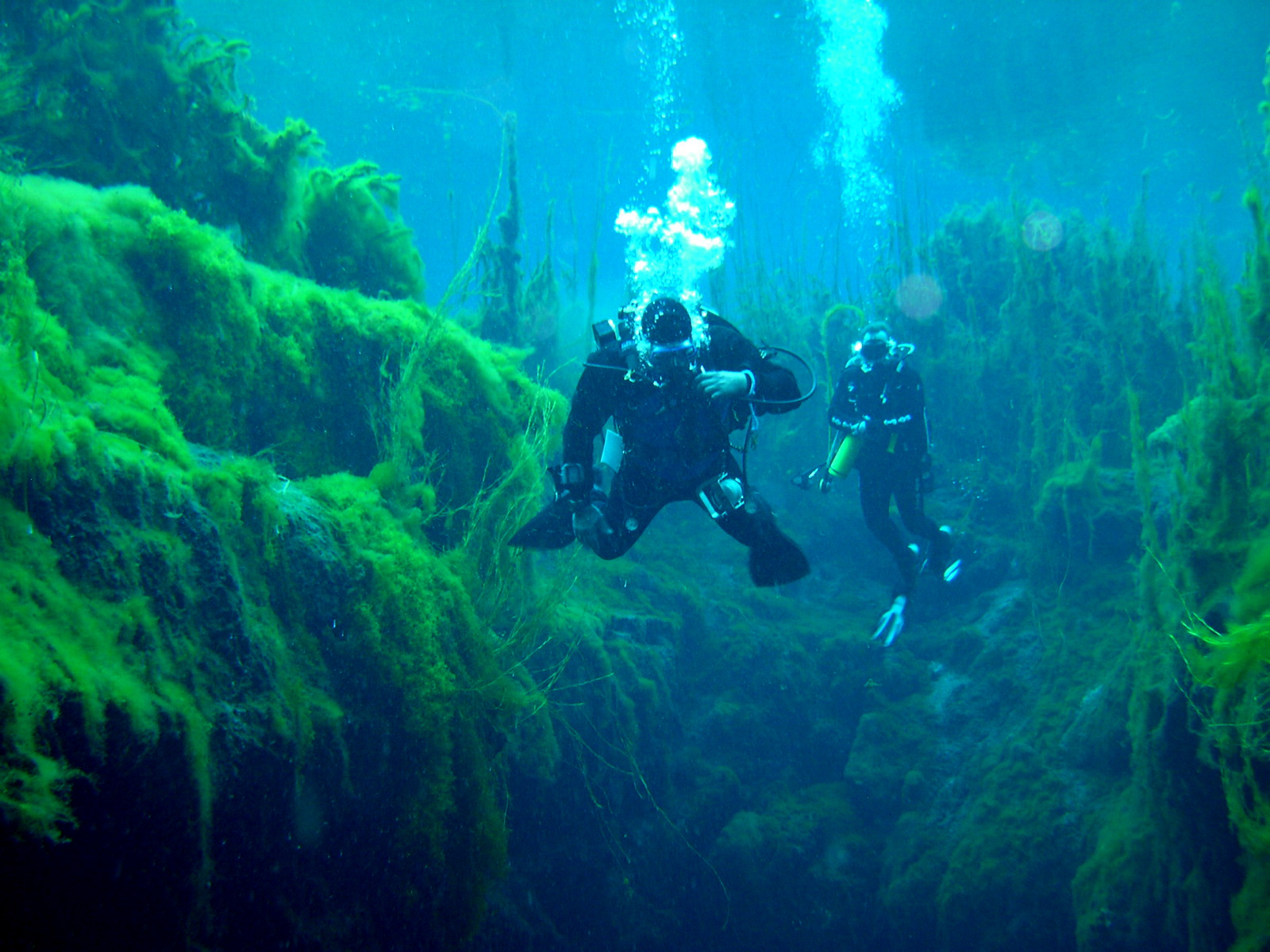
洞潜者在皮克尼尼池(Piccaninnie Ponds)

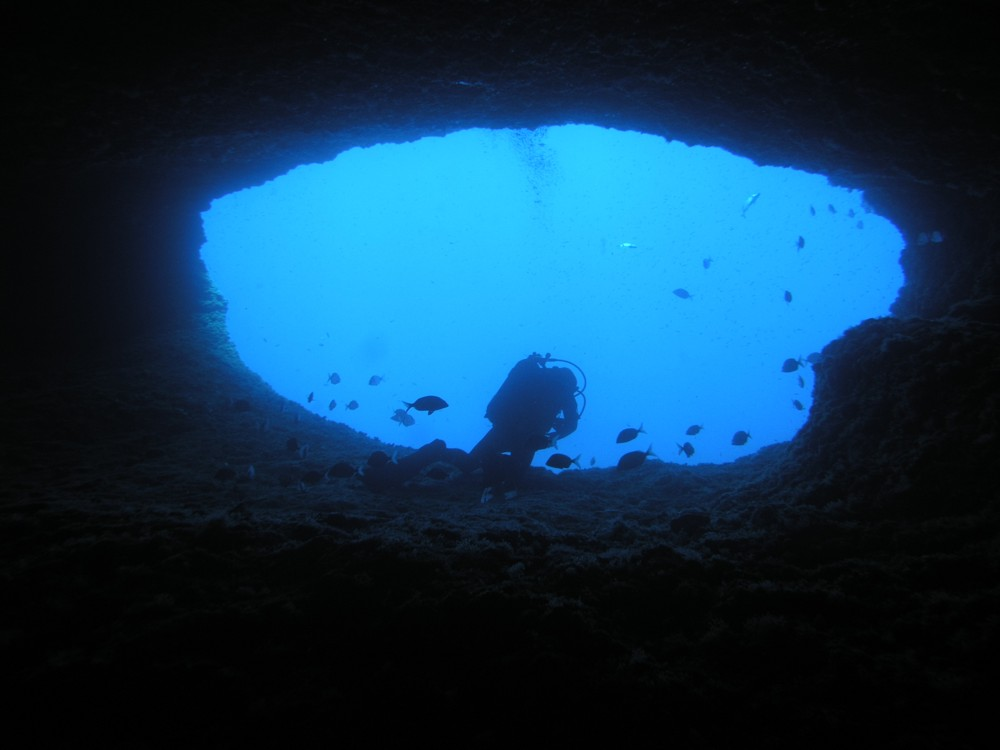
内雷奥洞观察上方的出口

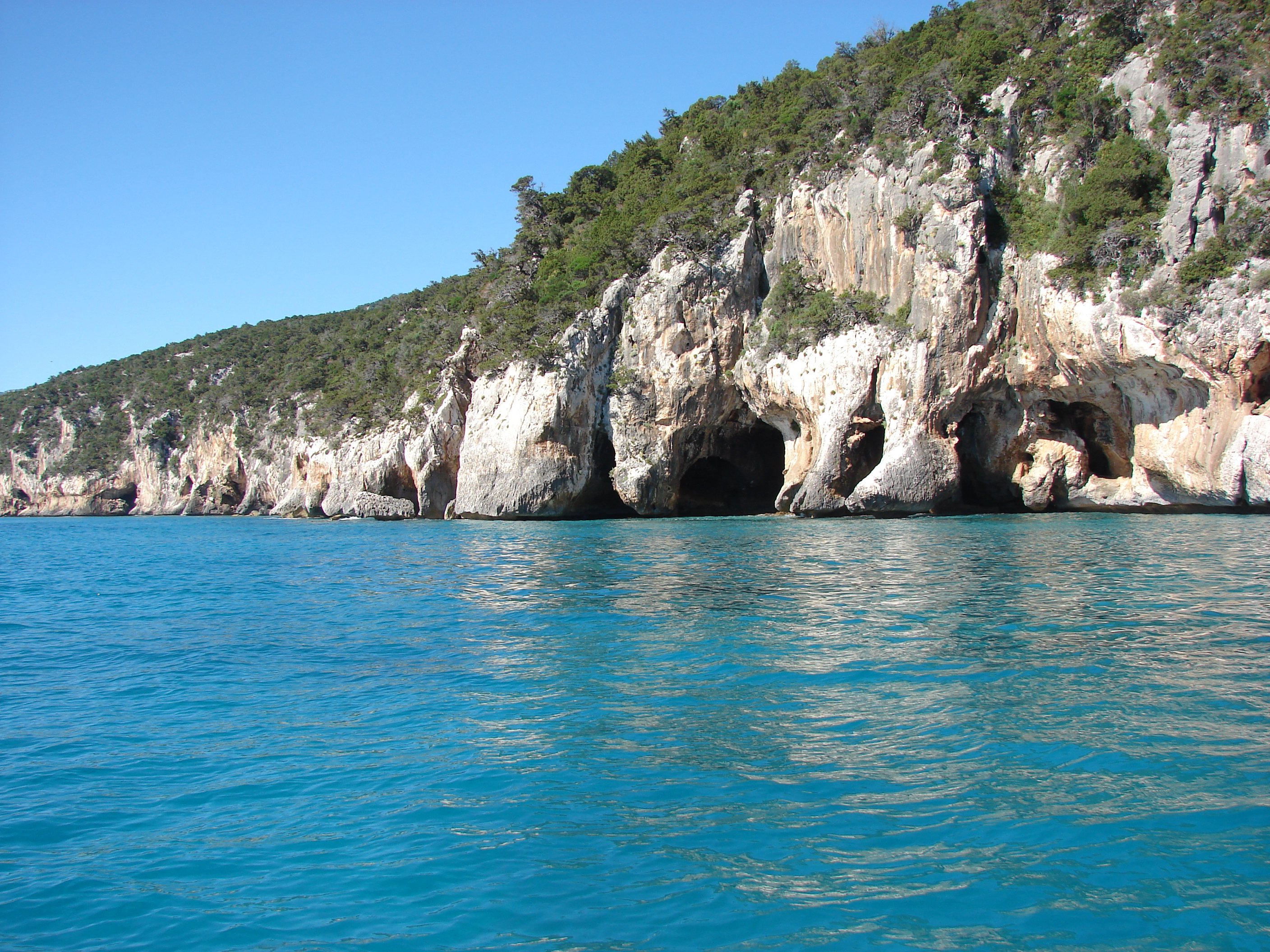
撒丁岛的Bue Marino洞

澳大利亚有许多浸水的洞穴和滲穴， 但大多数澳大利亚的洞潜者都有着海洋潜水的背景，这点和英国尤为不同。
CDAA(Cave Divers Association of Australia)是澳大利亚主要的洞穴潜水组织，负责许多地点的洞穴潜水管理。 在石灰岩海岸以及新南威尔士州（New South Wales）的一些地点和纳拉伯（Nullarbor）的所有洞穴潜水都要求潜水员成为CDAA的成员，无论潜水者是游客还是曾经拥有过培训和认证经历的成员。 许多其他组织也参加澳大利亚境内的洞穴潜水活动。 2005年成立的澳大利亚洞穴学联合会洞穴潜水小组（Australian Speleological Federation Cave Diving Group）负责协调在澳大利亚各地进行的勘探和测绘的项目。

澳大利亚的主要洞潜地点可以参考CDAA的官方网站：.   [2019-07-14]. （原始内容存档于2021-04-09）.

### 欧洲

#### 波斯尼亚和黑塞哥维那
位于比哈奇市的Una国家公园包括Una河谷，是洞穴学研究探险的热门地点。 由于该地区位于两个大型岩溶系统末端之间的位置：Plješivica和Grmeč，河流中有大量的浅水源和大量的水下洞穴。 到目前为止，已经登记了10个大型洞穴，其中只有5个已被部分探索 。探索过Klokot Spring的最大下潜深度已经达到了104.5（343英尺），尽管该洞的底部尚未被触及。 另一个洞穴已被探索了150（490英尺），业已成为是洞穴潜水员训练的理想目的地。

#### 意大利
在撒丁岛的西北方， 波尔图孔蒂湾的近邻， 阿尔盖罗的辖界之中， 有着超过300个水上于水下的洞穴，其中30个规模较大，其余的体量较小。 

#### 斯洛文尼亚
普雷绍夫左近的Slovak Opal矿井有着大约22
km的隧道和最大150m的潜深。

#### 挪威
位于挪威拉納的Jordbrugrotta(也称 Pluragrotta)是北欧最深的的洞穴。洞穴潜水员经常造访这个斯堪的纳维亚最广为人知的洞潜地点。 拉纳其他大约200个洞穴大多不适合潜水，由于当地大多数岩石是花岗岩和大理石，因此洞穴的形成受到限制。这附近还有另一处下潜场所Litjåga。来访的洞穴潜水员发生过多起死亡和受伤案例，但鉴于极高的人气，这里的事故发生率还是维持在正常水平。其中许多洞穴的通道是石灰岩被Plura河腐蚀出的孔洞  。和其他地区相比，北欧可以下潜的洞穴具有的显著优点是大多具有良好的能见度。

#### 其他欧洲国家
捷克、匈牙利、冰岛也都有深邃神秘的洞穴等待着人们前去一探究竟。

### 南美

#### 巴哈马
大巴哈马岛的洞穴包含一个巨大的水下洞穴，整个大巴哈马岛和周围的海床、洞穴和淹没的隧道，宛若巨大的水下迷宫。洞穴中并不显得生机盎然，除了四处乱跑的灰鲷鱼真正定居在洞穴中的居民包括一种盲洞鱼（blind cave fish）和雷鬼（ remipedia ），当然，这些原住民不会对洞穴潜水员造成任何威胁。
巴哈马的洞穴是在最后一个冰河时代形成的。 由于地球上绝大多数的水都以冰川的形式存在，这导致了海平面下降了数百英尺，大部分被水覆盖巴哈马河岸，当时都高而干燥。落在多孔石灰岩上的雨水缓慢地滤过，在海平面形成一个透镜，在那里它接触海洋中密集的盐水，渗透到海绵状的石灰岩中。 界面处的水是酸性的，足以溶解掉石灰石并形成洞穴。然后，随着更多的冰形成，海平面进一步下降，洞穴变得干燥，数千年来雨水滴落在天花板上，形成了鬼斧神工的石笋水晶林。最后，当冰融化并且海平面上升时，这些洞穴成为了海洋的领土。

#### 墨西哥
Yucatán Peninsula（尤卡坦半岛）
尽管整个墨西哥地区的喀斯特地貌赋予了各个地区极大的发现洞潜圣地的可能，但墨西哥的大部分洞潜目的地都在尤卡坦半岛。虽然尤卡坦半岛的有数千个深坑，但半岛众所周知的浸水洞穴网络基本上仅限于10公里宽的加勒比海岸线。金塔纳罗州(Quintana Roo)从坎昆(Cancún)向南延伸到图卢姆市(Tulum Municipality)和西安卡安生物圈保护区(the Sian Ka'an Biosphere Reserve).除此之外，在的西北海岸也探索发现了一些短小的水下洞穴。
在尤卡坦半岛，任何可以到达地下水体的地面开口称为cenote。洞穴系统在水下形成正常的洞穴，但在过去的低海平面条件形成的上部充满了空气。在这种渗流或充气状态下，形成了大量的沉积物。由于海平面上升也抬高了地下水位，洞穴和渗流洞穴被重新整修和激活。因此，这些洞穴是千奇百怪的，在地下水位的变化过程中经历了不止一个形成循环。
全球有许多物种丰富的沿海洞穴系统，其中值得注意的例子是西班牙的巴利阿里群岛（马略卡岛，梅诺卡岛），巴哈马群岛，百慕大群岛，古巴等等。

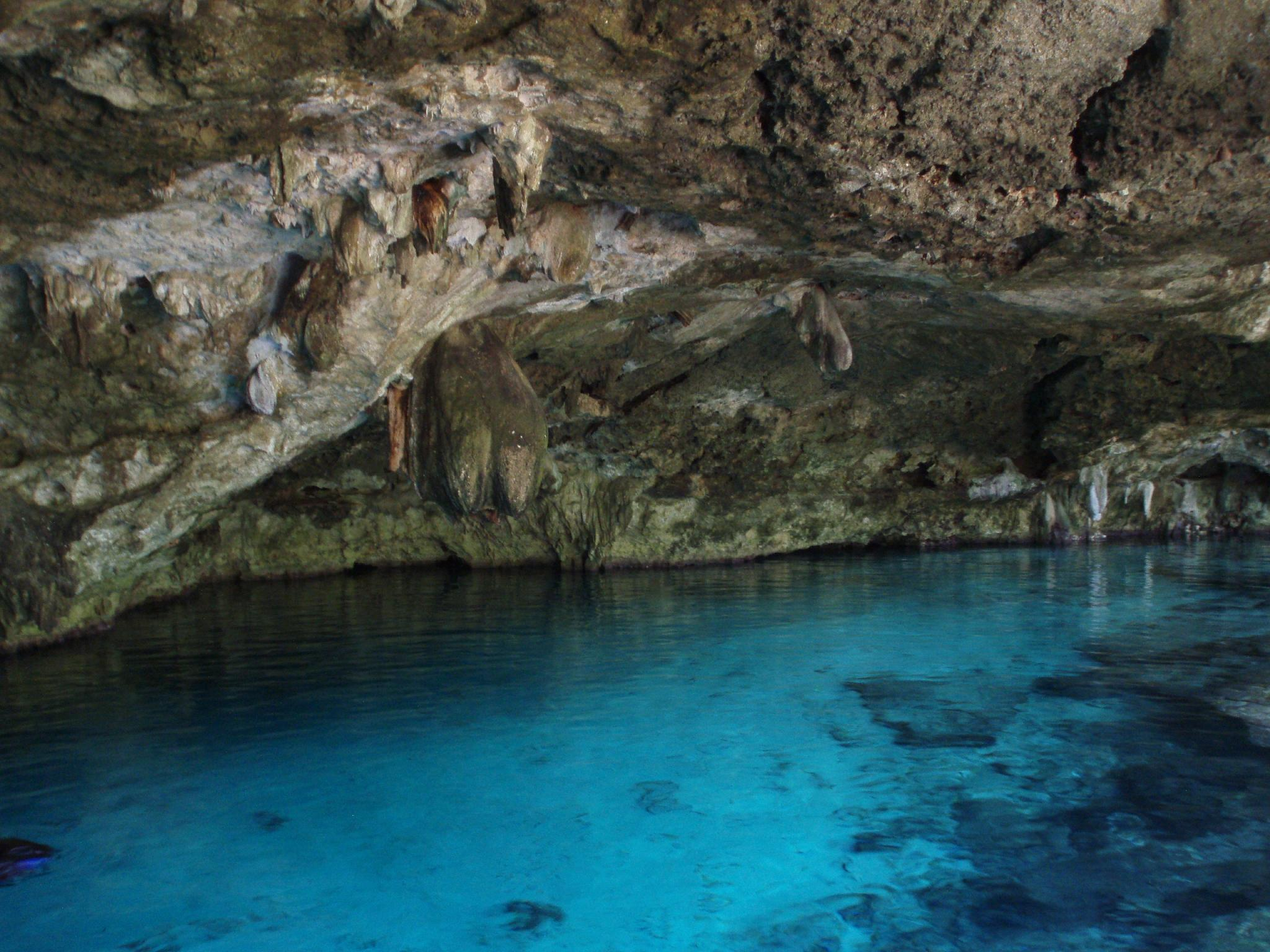
进入Dos Ojos的入口

尤卡坦半岛的水下洞穴非常脆弱。如果潜水员不小心破坏了地表，洞穴自身不具备恢复如初的能力，因此必须积极采用保护洞穴的潜水技术。
20世纪80年代初，第一个洞穴潜水员从美国飞往尤卡坦半岛，金塔纳罗奥，探索诸如Carwash，Naharon和Maya Blue等地区，以及墨西哥中部，里约曼特等中兴河流和Zacaton等水下洞穴。
20世纪90年代初，科苏梅尔岛上发现了诸如Aereolito等水下洞穴，最终被确定为世界第五大水下洞穴。
到20世纪90年代中期，尤卡坦半岛中部发现了大量的深坑，如Sabak Ha和Utzil，以及Chacdzinikche，Dzibilchaltun和Kankirixche等深洞，后来陆续被探索和绘制。尤卡坦州中部的这些深洞依然未被探明，因为尤卡坦州许多地方人迹罕至，而深潜需要潜水技术和高端潜水设备的支持。直到本世纪初时，闭路循环呼吸器才被用来探索这些洞穴。
到20世纪90年代末，已经发现距离加勒比海岸5.8公里的Dos Ojos洞穴系统中的坑，到2008年已潜入119米深处。那时，成熟而稳定的技术潜水和设备和变得司空见惯。
到了千禧年之际，当时最长的水下洞穴系统，奧克斯贝尔哈洞穴被洞穴潜水探险家探明，他们的共同努力和信息技术的加入大大便利了他们的发现。在探索过程中使用手持GPS技术以及航空和卫星图像进行侦察变得很普遍。改进的循环呼吸器和潜水推进器（DPV）等新技术可用于更长时间的渗透潜水。截至2013年1月，奧克斯贝尔哈洞穴已经探明了42公里的水下通道。
人们还在继续积极探索这些庞大神秘的洞穴。大多数洞穴潜水探险现在是以”迷你项目”的形式进行的，持续1到7天，每年可以进行多次。他们采取着一种”从家到洞穴”的探险方式，甚至驱车一个小时就可以到达探险地。
从2006年开始，一些装备有大型探索和绘制洞穴的系统的无人驾驶潜水器已被用于探秘这戏曲折幽深的通道。探索获得的数据表明——长220公里的 Sac Actun可能是这个星球上最大的已知连通水下洞穴系统。
金塔纳罗州洞穴调查（QRSS）发布了许多洞穴地图和洞穴的最新统计数据。

#### 美国
Central and Northern Florida(佛罗里达半岛的中北部）
美国最大，最活跃的洞穴潜水社区位于佛罗里达州中北部。北佛罗里达含水层通过许多泉水汇聚地下水，每个泉水都提供了潜入水层迷宫般洞穴系统的入口。这些高流速的地下河导致佛罗里达洞穴潜水员开发出探测它们的特殊技术，因为有些洞穴水流极其汹涌，不可能在其中游泳。
美国最著名的水下洞穴系统，是位于佛罗里达州塔拉哈西附近的Leon Sinks洞穴系统，有两个相互连接的通道和水系，横跨两个县（Leon和Wakulla）。尽管其他个人和团体，如美国深洞潜水队，曾经探索过Wakulla Springs的部分地区。这个深水洞穴的成功，与一个开创性的项目Woodville Karst Plain Project（WKPP）密不可分。
在美国，一个深水下洞穴是Weeki Wachee Spring。由于其强劲的外流，潜水员一直无法突破第一级下潜深度。直到2007年，干旱条件降低了外流河流的流速，使喀斯特水下研究的潜水员能够穿透到400英尺（120）的深度。目前在美国已知最深的水下洞穴，截至2013年是位于德克萨斯州西部的Phantom Springs洞穴。Phantom Springs充满水的洞穴通道中可以探索到462英尺（141）。
佛罗里达洞穴的地质由较为年轻的石灰岩形成，孔隙度适中。地质考察表明，被淹没的佛罗里达洞穴一脉相承，即使在过去的低海平面时期也充满了水。在同一水平面的洞穴，一般是只具有有限数量的侧通道，不经常形成T型的分叉。佛罗里达州的洞穴潜水员通常会在探索侧通道时使用跳线将主线与辅助线连接起来，以保持行进线路的连续性。